# Reith (Gemeinde Langenlois)
Das Ortsgebiet von Reith erstreckt sich über die  Katastralgemeinden Oberreith und Unterreith der Stadtgemeinde Langenlois im Bezirk Krems-Land in Niederösterreich.

## Geografie
Das Dorf Unterreith bildet mit der Rotte Oberreith eine Einheit und liegt in der Kleinregion Kamptal Süd zwischen den Orten Zöbing und Schiltern. Die zugehörige Streusiedlung Spern liegt etwa 2 km nordöstlich von Oberreith. Die Seehöhe in der Ortsmitte beträgt 303 Meter. Die Fläche der Katastralgemeinde umfasst 6,88 km². Die Einwohnerzahl beläuft sich auf 193 Einwohner (Stand: 1. Jänner 2024).

## Geschichte
Die Erstnennung von (Ober-)Reith stammt aus dem Jahr 1258, 1377 wird auch eine „vesst ze obern Raewt“ erwähnt, deren weiteres Schicksal unbekannt ist. Neben dem zu Schiltern gehörigen Meierhof wird noch 1706 ein „Purgstall“ erwähnt.
Die bis dahin selbstständige Gemeinde Reith mit den Ortsteilen Oberreith und Unterreith wurde zum 1. Jänner 1968 in die Stadtgemeinde Langenlois eingemeindet.
Postleitzahl: In der Stadtgemeinde Langenlois finden mehrere Postleitzahlen Verwendung. Reith hat die Postleitzahl 3553.

### Bevölkerungsentwicklung
| Jahr      | 1794 | 1830 | 1869 | 1910 | 1951 | 1961 | 1981 | 1991 | 2001 | 2011 |
| --------- | ---- | ---- | ---- | ---- | ---- | ---- | ---- | ---- | ---- | ---- |
| Einwohner | 290  | 394  | 362  | 346  | 268  | 232  | 210  | 209  | 192  | 212  |

## Kultur und Sehenswürdigkeiten
- Kapelle Unterreith:

## Wirtschaft und Infrastruktur
- Weinbau ist wie in der gesamten Gemeinde der wichtigste Wirtschaftszweig, es gibt zwei Heurige.
- Freiwillige Feuerwehr Reith